# Вишняков, Пётр Ильич
Пётр Ильи́ч Вишняко́в (16 января 1911 — 14 июля 1988) — советский актёр театра и кино. Народный артист РСФСР (1968).

## Биография
Родился 16 января 1911 года. В 1932 году окончил ГИТИС. С 1935 года по 1956 год — актёр Воронежского драматического театра. В 1956 году вошёл в труппу Центрального театра Советской Армии.
Преподавал в Воронежском театральном училище.
Был также известен как чтец-декламатор. В кино снимался мало, в основном озвучивал мультфильмы и работал на радио.
Умер 14 июля 1988 года на 78-м году жизни. Похоронен на 64-м участке Долгопрудненского (Центрального) кладбища.

## Почетные звания и награды
- Заслуженный артист РСФСР (24 февраля 1953)
- Народный артист РСФСР (7 мая 1968)
- Орден Трудового Красного Знамени (17 марта 1980 года) — за заслуги в развитии советского театрального искусства[3].

## Театр

### Театр Армии
- «Укрощение строптивой» У. Шекспира — епископ
- 1960 — «Лявониха на орбите» А. Макаенка — Лявон
- 1965 — «Вишнёвый сад» А. П. Чехова — Лопахин
- 1980 — «Усвятские шлемоносцы» по Е. И. Носову — Селиван Степанович
- 1986 — «Осенняя кампания 1799 года» — Александр Васильевич Суворов[4]

## Фильмография
- 1959 — Золотой эшелон — Желтков
- 1960 — Возвращение — вербовщик
- 1963 — Если ты прав… — отец Алексея
- 1968 — Нейтральные воды
- 1967 — Операция «Трест» — Серафим Аркадьевич
- 1977 — Диалог
- 1985 — Зловредное воскресенье

## Озвучивание мультфильмов
- 1969 — Крылья дядюшки Марабу — текст от автора
- 1969 — Весёлая карусель № 1. Рассеянный Джованни — текст от автора / синьор
- 1972 — Весёлая карусель № 4. Весёлый старичок — текст от автора
- 1972 — Фока — на все руки дока — Фока
- 1974 — Заяц Коська и родничок — текст от автора
- 1977 — Серебряное копытце — текст от автора
- 1978 — Весёлая карусель № 10. Светлячок — текст от автора
- 1978 — Дождь — рассказчик / красильщик мастер Фатьян
- 1978 — Илья Муромец и Соловей-разбойник — читает текст в эпизоде о Чернигове
- 1979 — Квакша — папа
- 1980 — Мореплавание Солнышкина — старый моряк, капитан на пенсии
- 1981 — Кот Котофеевич — старик
- 1981 — Тайна третьей планеты — доктор Верховцев / Глот
- 1982 — 1983 — Бюро находок (фильмы № 1—3) — дедушка
- 1983 — Хвастливый мышонок — Ветер
- 1986 — Геракл у Адмета — Ферет